# Glocke (Bellebat)

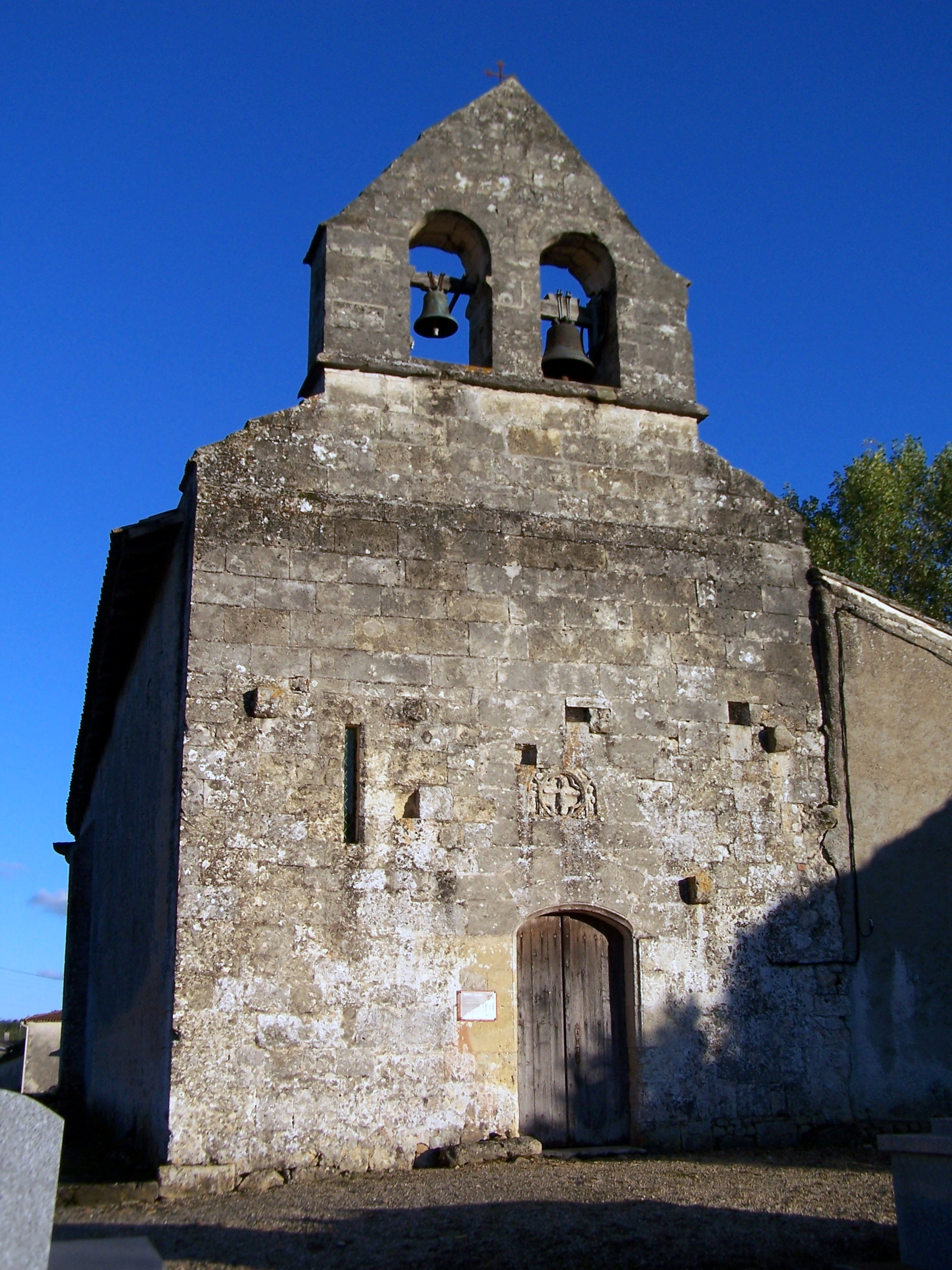
Glocke in Bellebat

Die Glocke in der Kirche St-Jacques in Bellebat, einer französischen Gemeinde im Département Gironde der Region Nouvelle-Aquitaine, wurde 1554 gegossen. Die Kirchenglocke aus Bronze wurde 1908 als Monument historique in die Liste der denkmalgeschützten Objekte (Base Palissy) in Frankreich aufgenommen.
Die Glocke aus einer unbekannten Glockengießerei trägt die Inschrift: „CE FU FAICT LAN MIL VC L IIII POUR NOTRE DAME DAMBES“.